# チェルヴィニャーノ・デル・フリウーリ
チェルヴィニャーノ・デル・フリウーリ（伊: Cervignano del Friuli）は、イタリア共和国フリウリ＝ヴェネツィア・ジュリア州ウーディネ県にある、人口約14,000人の基礎自治体（コムーネ）。

## 名称
標準イタリア語以外の言語では以下の名称を持つ。
- フリウリ語: Çarvignan
- フリウリ語ゴリツィア方言 (it:friulano goriziano) : Sarvignàn

## 地理

### 位置・広がり
ウーディネ県南西部に位置するコムーネである。モンファルコーネの西約16km、県都ウーディネの南南東約29kmにある。

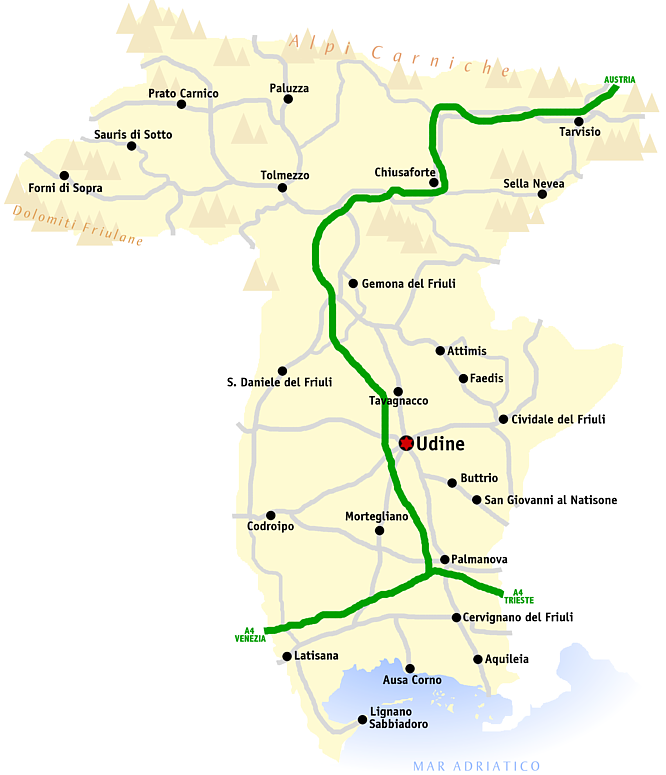
ウーディネ県概略図

#### 隣接コムーネ
隣接するコムーネは以下の通り。
- アイエッロ・デル・フリウーリ
- バニャーリア・アルサ
- フィウミチェッロ・ヴィッラ・ヴィチェンティーナ
- ルーダ
- テルツォ・ダクイレーイア
- トルヴィスコーザ

### 気候分類・地震分類
チェルヴィニャーノ・デル・フリウーリにおけるイタリアの気候分類 (it) および度日は、zona E, 2239 GGである。
また、イタリアの地震リスク階級 (it) では、zona 3 (sismicità bassa) に分類される。

## 行政

### 分離集落
チェルヴィニャーノ・デル・フリウーリには、以下の分離集落（フラツィオーネ）がある。
- Muscoli, Scodovacca, Strassoldo